# Раевский, Николай Павлович
Николай Павлович Раевский (29 июля 1904 года, Санкт-Петербург — 11 декабря 1982, Пушкин) — советский преподаватель. Первый начальник Мурманского высшего инженерно-морского училища (с 1950 по 1955 годы).

## Биография
Николай Павлович родился 29 июля 1904 года в городе Санкт-Петербурге. 
Завершил обучение в Архангельском морском техникуме, а в 1935 году окончил Ленинградский институт инженеров водного транспорта, затем в 1950 году окончил обучение на вечернем отделении института марксизма-ленинизма.
В 1920-х трудоустроился слесарем-машинистом механических мастерских, затем работал судовым машинистом Управления безопасности кораблевождения, судовым механиком на судах Архангельского торгового порта. С 1928 по 1930 годы – судовой механик на траулерах «Севгосрыбтреста», мастер судоремонтного завода «Красная кузница». В 1933 году был назначен на должность инженера-проектировщика предприятия «Гипроводтранс», затем был переведён на должность начальника технического отдела Канонерского судоремонтного завода. С 1936 года работал в должности заместителя главного инженера судоремонтного завода города Туапсе. В 1937 году – старший инженер-механик МТФ, затем заместитель начальника планово-производственного отдела Мурманской судоверфи, директор морского учебно-курсового комбината, директор Мурманского рыбопромышленного техникума.
В 1941 году являлся начальником штаба артдивизиона, заместителем начальника школы специалистов ПВО Северного флота, инженер-капитан флота, участник Великой Отечественной войны.
В 1946 году стал работать на должности главного инженера объединения «Мурманрыба». С 1950 по 1955 годы – первый начальник Мурманского высшего инженерно-морского училища и заведующий кафедрой технологии металлов и судоремонта.
Был председателем Мурманского областного правления общества «Знание». Член областного отделения Комитета защиты мира. Среди боевых наград — 3 благодарности И. В. Сталина.
Умер 11 декабря 1982 года, похоронен в Пушкине Ленинградской области.

## Награды
- Орден Трудового Красного Знамени,
- Орден Красной Звезды,
- Медаль За оборону Советского Заполярья,
- Медаль За победу над Германией в Великой Отечественной войне 1941-1945 гг.,
- Медаль «За трудовое отличие».